# Maria Dolgoroekova
Maria Vladimirovna Dolgoroekova (Russisch: Мария Владимировна Долгорукова) (1601/08 — Moskou, 6 januari 1625) was de eerste vrouw van tsaar Michaël I van Rusland en daarmee de eerste Russische tsarina van het Huis Romanov. Ze was een dochter van de bojaar Vladimir Dolgoroekov en prinses Maria Vasilievna Barbasjina-Sjoejskaja. Michaëls moeder had haar uitgezocht als bruid voor haar zoon. Ze trouwde op 19 september 1624 met Michaël, werd de dag erna ziek en stierf nog geen vier maanden later. Sommige bronnen vermelden dat zij werd vergiftigd.
Maria werd eerst bijgezet in het Hemelvaartklooster, in 1929 werden haar overblijfselen overgebracht naar de Aartsengel Michaëlkathedraal (Moskou).